# 4983 Schroeteria
A 4983 Schroeteria (ideiglenes jelöléssel 1977 RD7) a Naprendszer kisbolygóövében található aszteroida. Nyikolaj Sztyepanovics Csernih fedezte fel 1977. szeptember 11-én.